# Bund Freireligiöser Gemeinden Deutschlands
Der Bund Freireligiöser Gemeinden Deutschlands (BFGD) ist eine Dachorganisation freireligiöser Gemeinden in Deutschland.

## Geschichte
Der Bund wurde 1859 in Gotha als Dachorganisation freireligiöser Gemeinden durch den Zusammenschluss der aus den protestantischen Lichtfreunden hervorgegangenen freien Gemeinden und den Deutschkatholiken gegründet. Sein Hauptanliegen war die freie Selbstbestimmung in allen religiösen Angelegenheiten sowie die Trennung von Kirche und Staat bzw. von Kirche und Schule.
Ursprünglich bekannten sich die ab 1844 gegründeten Gemeinden noch zum Christentum, strebten aber über die Konfessionsgrenzen hinweg eine Reform im Sinne eines urchristlichen Glaubens an. So lehnten sie z. B. die Lehre der Dreifaltigkeit ab und forderten eine rationalistische Bibelauslegung. Bald wurden sie aus den jeweiligen Kirchen ausgeschlossen. Dies sowie ihre eigene religiöse Entwicklung führten sie schließlich zum Zusammenschluss im Bund Freireligiöser Gemeinden Deutschlands.
1924 vereinigte sich der BFGD mit dem „Deutschen Freidenkerbund“ zum „Volksbund für Geistesfreiheit“. Obwohl er sich zur Deutschen Glaubensbewegung bekannte, wurde der Bund 1934 aufgelöst, aber 1937 als „Gemeinschaft Deutsche Volksreligion“ wieder gegründet. Seit 1945 bestand der BFGD in den drei Westzonen wieder unter seinem ursprünglichen Namen.
Die Unterlagen des BFGD wurden im September 1996 an das Stadtarchiv Mannheim übergeben und befinden sich seit 1998 im Bundesarchiv.
Seit 2001 vergibt der BFGD den Robert-Blum-Preis.
Im Oktober 2015 trat die Humanistische Gemeinschaft Hessen (bis dahin Freireligiöse Landesgemeinschaft Hessen) mit Wirkung vom 31. Dezember 2015 aus der Dachorganisation aus. Diese besteht daher ab dem 1. Januar 2016 nur noch aus den Freireligiösen Landesgemeinden Pfalz und Baden sowie der Freireligiösen Gemeinde Offenbach.

## Struktur
Der Bund ist unter anderem Mitglied im Dachverband freier Weltanschauungsgemeinschaften, der Freien Akademie (fa), in der Internationalen Humanistischen und Ethischen Union (IHEU), der Europäischen Humanistischen Föderation (EHF) sowie im Deutschen Paritätischen Wohlfahrtsverband, Gesamtverband (DPWV) und der Zentralstelle für Recht und Schutz der Kriegsdienstverweigerer aus Gewissensgründen.
Der Bund ist eine Körperschaft des öffentlichen Rechts und hat folgende Mitgliedsgemeinschaften:
- Freireligiöse Landesgemeinde Baden K.d.ö.R.
- Frei-religiöse Gemeinde Offenbach K.d.ö.R.
- Freireligiöse Landesgemeinde Pfalz K.d.ö.R.